# Patu silho
Patu silho är en spindelart som beskrevs av Michael Ilmari Saaristo 1996. Patu silho ingår i släktet Patu och familjen Symphytognathidae.
Artens utbredningsområde är Seychellerna. Inga underarter finns listade i Catalogue of Life.